# Хатори, Михо
Михо Хатори (羽鳥 美保, Хатори Михо, родилась в Токио, Япония) — японская певица и автор песен. Она была вокалисткой нью-йоркской группы Cibo Matto. Она также работала в виртуальной группе Gorillaz в качестве первого человека, озвучившего анимированную участницу Нудл.

## Биография
У Хатори рано появился интерес к музыке. В Токио она работала в магазине подержанных пластинок Flash Disc Ranch, расположенном в районе Симокитазаве. Там ей удалось познакомиться с различными музыкальными стилями и там же она иногда выступала в качестве клубного ди-джея. Начало её музыкальной карьеры восходит к 1991 году, когда она присоединилась к хип-хоп группе Kimidori с которой выступала вплоть до 1992 года. Затем, примерно в 1993 году Михо переехала в Соединенные Штаты чтобы изучать искусство. Первой нью-йоркской группой с которой она выступала была панк-группа Leitoh Lychee. В этой группе она пела, а также играла на скрипке с помощью педали эффектов искажения. 
Именно в Leitoh Lychee она впервые встретила Юку Хонду, с которой они в 1994 году основали группу Cibo Matto. Cibo Matto выпустила два альбома: Viva! La Woman в 1996 году и Stereo ★ Type A в 1999-м. Она также записала вокал для сольного альбома Шона Леннона - их коллеги по группе Cibo Matto,- Into the Sun (1998 год). В 2001 году группа распалась, но вернулась с реюнион-туром в 2011 году. В феврале 2014 года они выпустили третий и финальный альбом Hotel Valentine 14 февраля 2014 года. 11 декабря 2020 года певица выпустила новый сингл «Formula X». 

## Работа в кино
- Shindo (Японский фильм)
- The Killing of a Chinese Cookie
- xXx: AForbidden Love Story - короткометражный фильм Алекси Тана (Diesel)